# شقوق في الهيكل
شقوق في الهيكل هو فيلم من نوع دراما أُصدر في 2011.  الفيلم من إخراج Christian Schwochow ‏، أما السيناريو فكان من كتابة Christian Schwochow ‏ وHeide Schwochow ‏.

## القصة
تقع أحداث الفيلم في برلين.

## طاقم التمثيل
- كريستينا دريكسلر
- كلوديا غايسلر  [لغات أخرى]‏
- داغمار مانزل
- Adam Nümm  [لغات أخرى]‏
- كريستيان فرنسي  [لغات أخرى]‏
- نيكول ارنست  [لغات أخرى]‏
- رونالد زيهرفيلد
- Marie Rosa Tietjen  [لغات أخرى]‏
- Matthias Weidenhöfer  [لغات أخرى]‏
- Bernd-Christian Althoff  [لغات أخرى]‏
- Ferdinand Lehmann  [لغات أخرى]‏
- انيتي لوبر  [لغات أخرى]‏
- Otwin Biernat  [لغات أخرى]‏
- Sabin Tambrea [الإنجليزية]‏
- Johanna Penski  [لغات أخرى]‏
- يوهان جورغنز
- ستاين فيشر كريستنسن
- Annika Olbrich  [لغات أخرى]‏
- آنا ماريا موه
- اولريش ماتيس
- كورينا حرفوش
- Gudrun Landgrebe [الإنجليزية]‏
- أولريش نويتهين

## الإنتاج
موسيقى الفيلم التصويرية كانت من تأليف يمكن اردوغان ‏.

## وصلات خارجية
- شقوق في الهيكل على موقع IMDb (الإنجليزية)
- شقوق في الهيكل على موقع ألو سيني (الفرنسية)
- شقوق في الهيكل على موقع أول موفي (الإنجليزية)
- شقوق في الهيكل على موقع أول موفي (الإنجليزية)
- شقوق في الهيكل على موقع فيلمافينيتي (الإسبانية)
- شقوق في الهيكل على موقع قاعدة بيانات الفيلم (الإنجليزية)
- شقوق في الهيكل على موقع ليتربوكسد (الإنجليزية)
- شقوق في الهيكل على موقع كينوبويسك (الروسية)